# Mucropetraliella ligulata
Mucropetraliella ligulata är en mossdjursart som beskrevs av Stach 1936. Mucropetraliella ligulata ingår i släktet Mucropetraliella och familjen Petraliellidae. Inga underarter finns listade i Catalogue of Life.